# Wächter der Nacht – Nochnoi Dozor
Wächter der Nacht – Nochnoi Dozor (russ. Ночной Дозор / Notschnoi Dosor, andere Transkriptionen: Nochnoj Dozor, Nochnoy Dozor) (2004) ist ein russischer Fantasy-Actionfilm nach dem gleichnamigen Roman von Sergei Lukjanenko.
Es handelt sich um den ersten Teil der Verfilmung der Wächter-Romane, dessen zweiter Teil Wächter des Tages – Dnevnoi Dozor im Januar 2006 in den russischen Kinos lief und die Geschichte des ersten Teiles abschloss. Ein dritter Teil, welcher unabhängig von den ersten beiden Teilen ist, ist als US-amerikanisches Projekt in Planung, allerdings noch ohne ein konkretes Startdatum.

## Handlung
Seit Urzeiten leben unter den Menschen die Anderen. Dies sind übernatürlich begabte Männer und Frauen wie Zauberer, Vampire und Formwandler. Stets wählen sie entweder die Seite des Lichts oder des Dunkels. Eines Tages kommt es im Mittelalter auf der „Brücke der Gerechtigkeit“ zu einer verheerenden Schlacht zwischen beiden Seiten. Da jedoch beide Heere gleich stark sind und der Kampf sowohl Licht als auch Dunkel zu vernichten droht, friert Geser, Herr des Lichts, die Zeit ein und vereinbart mit Sawulon, dem Herrn des Dunkels, einen Waffenstillstand: Fortan soll jeder Mensch seine Seite frei wählen dürfen. Diese Entscheidung wird einmal getroffen und ist absolut. Die Krieger des Lichts sollten „Wächter der Nacht“ heißen, die Krieger des Dunkels „Wächter des Tages“. Das Licht würde nachts die Aktivitäten des Bösen regeln, denn jede dunkle Tat, die ein Anderer ausführt, wird protokolliert und mit einer Tat der hellen Seite aufgewogen und umgekehrt. Am Tag wachen die Wächter des Tages über die hellen Anderen und sorgen ihrerseits für die Einhaltung des Gleichgewichts. Die Inquisition hingegen, bestehend aus Lichten und Dunklen, soll über beide Seiten wachen.
Moskau im Jahr 1992: Anton Gorodezki sucht die Hexe Darja auf, um gegen eine angemessene Gegenleistung ihre Dienste in Anspruch zu nehmen. Sie soll seine Freundin, die ihn jüngst verlassen hat, verhexen, damit sie zu ihm zurückkehrt. Darja willigt ein, meint jedoch, dazu auch das ungeborene Kind töten zu müssen, das Antons ehemalige Freundin von ihrem neuen Liebhaber erwartet. Ohne großes Zögern willigt Anton ein; als das Ritual jedoch in Gang ist und seine Exfreundin sich bereits vor Schmerzen windet, kommen ihm Skrupel. Er fleht Darja an, aufzuhören. Diese wird just in diesem Moment von einer unsichtbaren Macht gepackt, die Anton kurz darauf als zwei geheimnisvolle Männer erkennt. Sie nehmen die Hexe in Gewahrsam und sind erstaunt, dass Anton sie sehen kann.
Anton ist ein Anderer. Als er sich bei Darja aufgehalten hat, ist er ins Zwielicht eingetreten. Das Zwielicht ist ein Ort, den ein jeder Andere betreten kann. Im Zwielicht bewegt man sich schneller als in unserer Realitätsebene, und gleichzeitig können Menschen, die nicht ins Zwielicht eintreten können, den Anderen nicht sehen.
Zwölf Jahre später hat sich Anton für die Seite der Wächter der Nacht entschieden und arbeitet als Programmierer in der Firma von Boris Ignatjewitsch, der eigentlich Geser heißt. Seit kurzem wird er auch auf Außendienst geschickt. Indem er Schweineblut trinkt, erhält er die Fähigkeit, Vampire aufzuspüren. Ein Vampirpaar verstößt gegen das Gesetz, als es den zwölfjährigen Jungen Jegor anlockt, obwohl es keine Lizenz seitens des Lichts dazu hat. Anton macht sich auf, um den Jungen vor den Vampiren zu retten, indem er die Lockrufe der Vampire „abhört“, mit denen sie ihr Opfer anlocken. Als Anton sich in der Moskauer U-Bahn aufhält, bemerkt er etwas Eigenartiges. Um eine Frau kreist ein riesiger schwarzer Wirbel. Für gewöhnlich sind Wirbel nichts Besonderes, entstehen sie doch aus alltäglichen Flüchen, die sich Menschen und Andere hinterherschreien. Doch dieser Wirbel ist so riesig, dass seine Auswirkungen katastrophal sein könnten. Ein Wirbel staut sich über einem Menschen oder einem der Anderen auf, bis er sich entlädt und dabei zu Verletzungen oder gar tödlichen Ereignissen führt. Aufgrund der Macht, die dieser Wirbel besitzt, ist es Anton nicht möglich, ihn zu zerstören, und so verlässt er die U-Bahn, um Jegor zu suchen, der dem Vampirpaar Andrei und seiner Freundin Larissa in die Hände gelaufen ist. Die beiden wollen gerade den 12-Jährigen töten, als Anton eingreift. Es kommt zu einem brutalen Kampf, bei dem Andrei zwar die Oberhand gewinnt, im letzten Moment aber von Anton getötet wird. Larissa kann fliehen.
Der schwer verwundete Anton wird in das geheime Hauptquartier der Wächter der Nacht im Gebäude der Moskauer Stadtwerke gebracht, wo Geser ihn behandelt. Anton berichtet dem Herrn des Lichts, dass er auf der Jagd nach Andrei eine Frau gesehen hat, über der ein magischer Wirbel kreiste. Dieser erinnert sich an eine Legende über eine Jungfrau aus Byzanz, die verflucht wurde und später Unheil über jeden brachte, in dessen Nähe sie sich aufhielt. Ihr Fluch beschwor einen „Wirbel der Verdammnis“, der im Endeffekt die Schlacht zwischen den Mächten des Lichts und des Dunkels auslöste. Eines Tages, so heißt es, würde die Jungfrau wiederkehren, und diesmal würde ihr Fluch eine endgültige, vernichtende Wirkung haben.
Die Wächter der Nacht machen sich also auf die Suche nach der Ärztin Swetlana, in der sie die wiedergekehrte Jungfrau vermuten. Anton bekommt Hilfe von der Zauberin Olga, die als Strafe seit sechzig Jahren im Körper einer Eule eingesperrt ist.
Mittlerweile kontaktiert Sawulon seine Geliebte Alissa und fordert sie auf, nach der Vampirin Larissa zu suchen. Sie soll Jegor erneut fangen und fordern, dass Anton zu ihr kommen soll. Alissa ist eine Hexe und russischer Musikstar.
Anton und Olga betreten Jegors Wohnung und retten diesen vor dem Zwielicht – im Film durch Spinnweben und Moskitos dargestellt, da der Regisseur diese blutsaugenden Tiere als Metapher für Vampire ansieht. Anton findet ein Foto, auf dem Jegor und Antons Ex-Freundin zu sehen sind. Auf die Frage, wer die Person ist, antwortet Jegor mit „Mama“. Erschrocken wird Anton mit der Tatsache konfrontiert, dass vor ihm das Kind steht, das er vor zwölf Jahren mit Hilfe einer Hexe im Körper seiner damaligen Freundin zu töten versucht hat.
Er freundet sich vorsichtig mit dem Jungen an, muss sich dann jedoch auf die Jagd nach Swetlana machen, deren ständig anschwellender „Wirbel der Verdammnis“ zuerst ein Kraftwerk zerstört und nun einen katastrophalen Flugzeugabsturz über Moskau zu verursachen droht. Anton gibt sich als Patient aus und versucht zu erfahren, wer sie verflucht hat.
Derweil kümmern sich Antons Kollegen, die Formwandler „Bär“ und „Tiger“, um Jegor, können jedoch nicht verhindern, dass Larissa ihn fortlockt und als Geisel benutzt.
Anton, der sich mittlerweile erinnert, schon vor zwölf Jahren erfahren zu haben, dass Jegor in Wirklichkeit sein Sohn ist, erfährt davon und drängt Swetlana zu einer Antwort. Diese bricht schließlich unter dem Druck zusammen und gesteht, dass alles ihre Schuld ist und dass sie sich die Schuld für das Nierenversagen ihrer todkranken Mutter gibt – sie hat sich selbst verflucht. Mit diesem Bekenntnis bricht der Fluch und damit auch der Wirbel zusammen.
Anton eilt zu Larissa und Jegor, als plötzlich Sawulon auf den Plan tritt und den Jungen, der ebenfalls ein Anderer ist, mit der Wahrheit über Antons einstige Absichten konfrontiert. Jegor ist entsetzt, dass Anton ihn töten wollte. Er bezeichnet die Wächter der Nacht als scheinheilige Lügner und wendet sich Sawulon und der dunklen Seite zu. Anton erkennt, dass der Herr des Dunkels dies alles von langer Hand geplant hat, kann jedoch nichts dagegen tun.

## Hintergrund
Der Film wurde größtenteils in Moskau gedreht, während die Szenen, die in der Moskauer U-Bahn spielen, in St. Petersburg entstanden.
Seine Weltpremiere feierte der Film am 27. Juni 2004 beim Internationalen Filmfestival Moskau. In Russland, Belarus, Kasachstan und der Ukraine war der Film ab dem 8. Juli 2004 in den Kinos zu sehen. Im Februar 2005 wurde er bei den Internationalen Filmfestspielen Berlin und am 2. April 2005 beim Fantasy Filmfest in Stuttgart gezeigt. Es folgten weitere Vorführungen bei diversen Filmfestivals. Ab dem 28. September 2005 war der Film in der Schweiz zu sehen. In den deutschen Kinos lief er am 29. September 2005 und in Österreich einen Tag später an. Die Veröffentlichung auf DVD nahm Twentieth Century Fox Home Entertainment in Deutschland am 4. Mai 2006 mit einer FSK-16-Freigabe vor.
Die Produktionskosten des Films werden auf rund 4 Millionen US-Dollar geschätzt, was deutlich unter dem Budget der US-amerikanischen Blockbuster-Produktionen liegt. Nochnoi Dozor und dessen Fortsetzung Dnevnoi Dozor sind die bisher kommerziell erfolgreichsten russischen Filme und spielten ein Vielfaches ihrer Kosten ein. In Russland waren sie erfolgreicher als Titanic, Spider-Man 2 oder die Herr-der-Ringe-Verfilmungen. Wächter der Nacht konnte sich als bislang vom Einspielergebnis erfolgreichster Film in die russische Filmgeschichte eintragen, wurde jedoch von Türkisches Gambit 2005 übertroffen. Am Eröffnungswochenende wurden in den USA über 106.000 US-Dollar eingespielt, die Gesamteinnahmen beliefen sich in den USA auf knapp 1,5 Millionen US-Dollar. Das Eröffnungswochenende in Russland bescherte dem Verleih Einnahmen in Höhe von über 80,7 Millionen Rubel, umgerechnet etwa knapp 2,8 Millionen US-Dollar. Insgesamt wurden in Russland Einnahmen in Höhe von 464,2 Millionen Rubel, umgerechnet über 16 Millionen US-Dollar, erzielt. Die weltweiten Einnahmen beliefen sich auf über 31,9 Millionen US-Dollar. In Deutschland wurden an den Kinokassen über 453.000 Zuschauer gezählt, in Russland sahen den Film mehr als 1,5 Millionen in den Kinos.
Bei dem Film handelt es sich nach Aussage von Timur Bekmambetow um den ersten russischen Fantasyfilm überhaupt. Bislang seien in Russland keine Filme über Hexen und Vampire gedreht worden, da diese nicht zur russischen Kultur gehören. US-amerikanische Filmproduktionen, die in den letzten 10 bis 15 Jahren in Russland zu sehen waren, hätten jedoch einen entsprechenden Einfluss auf die russische Kultur gehabt, so dass Nochnoi Dozor als eine Reflexion des Einflusses der US-amerikanischen auf die russische Kultur zu verstehen sei. Dabei sei der Film aber speziell für das russische Publikum produziert worden, weswegen in einer typischen russischen Szenerie gedreht worden sei, um die Vermischung von Realität und Fiktion für russische Zuschauer möglichst real wirken zu lassen.
Nach dem Filmstart in Russland gab es Proteste von Seiten der russischen Fluggesellschaft Aeroflot, deren Logo die Bordseite des Flugzeugs zierte, das im Begriff war, abzustürzen. Aeroflot hatte die Benutzung des Logos nicht genehmigt. Bei der Bearbeitung der internationalen Schnittfassung wurde daher das Logo entfernt. Allerdings taucht das Flugzeug mit dem Logo in der Montage im Abspann auf. Möglicherweise ist Antons Lob der Aeroflot im vierten Buch der Serie, „Wächter der Ewigkeit“, eine Art Wiedergutmachung von Seiten Sergei Lukjanenkos.
2005 kam in Russland auf DVD eine Comedy-Neusynchro des Films heraus, die den Titel Nochnoi Bazar (deutsch: Geschwätz der Nacht) trägt. Konzipiert wurde diese Veröffentlichung nach dem Erfolg vieler – teilweise illegaler – Comedy-Neusynchronisationen von Dmitri Putschkow, bekannt als „Goblin“ – allerdings wurde Nochnoi Bazar mit Genehmigung der Filmemacher veröffentlicht. Der Projektinitiator war der Autor der Vorlage, Sergei Lukjanenko. Der Autor der Neusynchronisation war der russische Comedian Alexander Batschilo, für die Musikparodien zeichnete der Komiker Alexander Puschnoi verantwortlich. Gesprochen wurde der Text von Leonid Wolodarski, der in der ehemaligen Sowjetunion als Voice-over-Übersetzer für raubkopierte Hollywoodfilme tätig war.
Jegor sieht sich nach dem Vampirangriff Buffy vs. Dracula, die erste Folge der fünften Staffel der US-amerikanischen Fernsehserie Buffy – Im Bann der Dämonen, an. Im russischen Original handelt es sich um eine Folge der russischen Zeichentrickserie Domowjonok Kuska (Домовёнок Кузька, deutsch buchstäbl.: Kuska, der kleine Hausgeist).
In einigen Ländern wurde der Film unter dem Titel Night Watch veröffentlicht. In Antons Wohnung ist in einer Szene in einem Fenster eine Reflexion des Bildes Die Nachtwache von Rembrandt zu sehen, das im englischsprachigen Raum ebenfalls Night Watch genannt wird.
Schanna Friske, die die Rolle der Hexe Alissa spielt und im Film als Sängerin auftritt, ist tatsächlich in Russland als Sängerin der Girlgroup Blestjaschtschije bekannt geworden, mit der sie in einer Szene des Films auf der Bühne stehend zu sehen ist.

### Unterschiede zur Buchvorlage
Durch den großen Umfang des Romans und da Regisseur Bekmambetow nach eigener Aussage „Magie noch nie leiden konnte“, wurde die Handlung im Vergleich wesentlich verschlankt und ein großer Teil der magischen Elemente entfernt.
Da der Film Wächter der Nacht nur die erste der drei Geschichten des Romans behandelt, bleibt dementsprechend viel Spielraum für den Autor, um seine Vorstellungen auf die Leinwand zu bringen. So gibt es im Film alternative Handlungsstränge, die im Buch nicht einmal erwähnt wurden: Die Eröffnungsschlacht des Filmes, in der die Hüter des Lichts und die Krieger der Finsternis aufeinandertreffen, wird nicht behandelt. Ebenso ist die Geschichte um Swetlana, die Andere, welche sich selbst verflucht, erweitert: Sie wird als Jungfrau von Byzanz dargestellt.
Interessant an der im Buch nicht erwähnten Geschichte der verfluchten Jungfrau ist, dass sie beschreibt, warum es zu jener Schlacht an der Brücke kam, die der Zuschauer zu Beginn sehen kann.
Weiterhin sollte erwähnt werden, dass in der Romanvorlage nie die Rede von einem „Auserwählten“ ist. Einzig Olga sagt zu Anton, dass es ein unglaublich wichtiges Unternehmen gebe, das sie seit zwölf Jahren planen, was ein Hinweis auf Jegor ist, der zu der Zeit bekanntlich 12 Jahre alt ist. Ebenfalls wird herausgefunden, dass die Wächter der Nacht an Jegor starkes Interesse zeigen, doch es wird an keiner Stelle erwähnt, dass dieser Junge das Gleichgewicht für immer ändern wird. Stattdessen ist Jegor in der Buchfassung nur ein schwacher Anderer, der mit Mühe die niedrigste Stufe eines Magiers erklimmen könnte und nur mit Hilfe Gesers auf eine scheinbar höhere Stufe gebracht wurde, um dessen Geliebte Olga von ihrer Strafe zu befreien, auf die im Film nur am Rande eingegangen wird.
Die Szene, in der Darja Schulz von Anton Gorodezki um Beistand durch schwarze Magie gebeten wird, ist ebenfalls komplett unabhängig vom Buch, obwohl sie an eine ähnliche Begebenheit mit anderen Personen angelehnt ist, die am Anfang von Wächter des Tages geschildert wird. Darja Schulz erzählt Anton, dass seine Ex-Frau ein Kind erwarte und dass dieses nicht von ihm stamme. Mit Verlauf des Filmes findet Anton heraus, dass Jegor sein Sohn ist, was im Buch nur als „Paralleluniversum“ erwähnt wird, als Anton von Jegor in Band 4 mitgeteilt wird, er habe geträumt, sein Sohn zu sein. Die Auswirkungen von Darjas Lüge werden zum Ende hin klar, als Jegor von der Tat seines Vaters hört und in seinem Irrglauben annimmt, Anton wolle ihn töten, was ihn dazu bringt, sich der Dunkelheit anzuschließen.
In der Romanvorlage passiert dies jedoch weitaus weniger dramatisch. Anton benutzt Magie, damit ein Mann aufhört, ihn vollzureden. Dieser Verstoß ist minimal, im Buch als Stufe 7 bezeichnet, trotzdem erscheinen sofort die Wächter des Tages, es handelt sich dabei um die dunkle Hexe Alissa, und Anton handelt mit ihr aus, dass die Wächter des Tages „einen Verstoß bei ihm guthaben“. Diesen Verstoß benutzt Alissa, um Anton dazu zu bringen, eines der gewöhnlichsten Dinge der Wächter der Nacht zu sagen: Nämlich, dass jeder geopfert werden kann und soll, wenn es dem Licht zum Sieg verhelfen kann. Als Jegor dies hört, verstärkt sich sein Vertrauen in die Dunkelheit, da die Dunkelheit in Lukjanenkos Welt die Selbstsucht ist. Eine endgültige Entscheidung, welche Seite Jegor wählt, gibt es erst in der zweiten Geschichte, als Anton herausfinden muss, dass Jegor die Finsternis wählen wird, was aber später wieder rückgängig gemacht wird, allerdings nur so weit, dass Jegor wieder völlig neutral ist.
Im Film kommt es außerdem zu einem Kraftwerksunfall, der ebenfalls nicht im Buch erwähnt wird, als Swetlana einen Maxim Iwanowitsch anruft, um ihm mitzuteilen, dass seine Mutter gestorben sei. Geschockt achtet Maxim nicht mehr auf die Anzeigen, und das Kraftwerk explodiert.
Ein Nebenplot des Filmes dreht sich darum, dass ein Flugzeug Swetlanas Haus passiert und daraufhin beinahe abstürzt. Die einzige Erwähnung eines Flugzeuges im Roman ist ein Fluch, der einige Jahre vor den Ereignissen in Wächter der Nacht einen Piloten getroffen hat. Dabei ging es jedoch um eine Gesetzeslücke bei der Regelung von Flüchen. Obwohl der besagte Fluch eigentlich recht schwach und von der Nachtwache sanktioniert war, führte er, da er den Piloten bei der Arbeit ereilte, zum Absturz eines Flugzeuges und entsprechend vielen Toten.
Olga, Antons Kollegin, wird im Film auch näher beleuchtet. Im Buch ist davon die Rede, dass sie zur Bestrafung in den Körper einer Eule verbannt worden ist. Diese Haft dauerte bereits 60 Jahre an, bevor sie wieder freigelassen wurde. Da der Film im Jahr 2004 spielt, liegt das Jahr 1944 sechzig Jahre zurück. In diese Zeit lässt sich der Zweite Weltkrieg einordnen. Einem Kommentar Olgas im Buch ist zu entnehmen, dass Systeme wie der Kommunismus Versuche des Guten waren, das Böse zu besiegen, dass aber alle Systeme aufgrund von Beeinflussung und Manipulation seitens der Dunklen gescheitert waren und das Gute stark gefährdet hatten. Der Grund für das Scheitern des Kommunismus, der Olgas Projekt war, lag in einem kleinen Kompromiss Olgas zugunsten der Dunklen, just so einer, wie Anton ihn Alissa gegenüber macht.

### Unterschiedliche Schnittfassungen
Der Film Wächter der Nacht war in Russland ein Kassenerfolg. Dadurch wurde Hollywood auf den Film aufmerksam. Das Studio 20th Century Fox sicherte sich die Rechte an der internationalen Distribution des Films. Im Herbst 2005 kam der Film außerhalb Russlands in die Kinos, unter anderem nach Deutschland. In den Vereinigten Staaten wurde der Film erst 2006 in kleiner Kopienzahl gestartet.
Im englischsprachigen Ausland wurde der Film in Russisch mit englischen Untertiteln vorgeführt, die speziell animiert wurden, um die Handlung zu unterstreichen. So werden die Vampir-Lockrufe zu Anfang des Films blutrot dargestellt und zerlaufen blutig. Texte erschienen auf dem Bildschirm in unterschiedlichen Größen, wurden weich eingeblendet oder interagierten auf die Aktionen der Darsteller. In Deutschland wurde der Film komplett synchronisiert veröffentlicht. Seit dem 17. September 2007 ist die Fassung in Russisch mit deutschen Untertiteln als „Director’s-Cut-DVD“ in Deutschland erhältlich.
Zwischen der Filmversion, die in Russland veröffentlicht wurde, und der international von Fox vertriebenen Version bestehen etliche Unterschiede im Schnitt und Vertonung. Die sogenannte „Englische Drehbuch-Adaptation“ stammt von Timur Bekmambetow und der 20th-Century-Fox-Produzentin Laeta Kalogridis. Die internationale Version ist um etwa 10 Minuten kürzer als die russische Schnittfassung.
Die wesentlichen Änderungen sind:
- Der Prolog in der englisch untertitelten Fassung ist in englischer Sprache und geht mehr auf die Natur der „Anderen“ ein.
- Anton ist ein „Seher“, der gelegentlich Visionen bekommt.
- Es gibt einige Rückblicke zur Wohnung der Hexe, in denen Anton erklärt wird, was Andere sind.
- Der Charakter Ignat, gespielt von Goscha Kuzenko, fehlt komplett. In der russischen Version ist Ignat ein Anderer im Dienste der Wächter der Nacht, der über eine hohe sexuelle Anziehungskraft verfügt. Geser beauftragt Semjon, Ignat zu holen, um Swetlana zu „entspannen“ und den Wirbel der Verdammnis aufzulösen. Als Swetlana in einen Nachtsupermarkt geht, um Kaffee zu kaufen, lernt sie Ignat kennen. Er überredet sie, ihn zu sich einzuladen. Doch Swetlana durchschaut ihn. Er versagt bei seinem Auftrag.
- Die Geschehnisse im Flugzeug, das über Moskau abstürzen soll, fehlen größtenteils.
- Mehrere Dialoge sind umsynchronisiert, um sie für das westliche Publikum verständlicher zu machen. Meistens betrifft es Erläuterungen, die durch Geser oder Olga vorgetragen werden.
- Das Lied „Nochnoi Dozor“ von der Band Uma2rman im Abspann wurde ersetzt durch einen englischsprachigen Musiktitel. In der US-amerikanischen Version ist es das Lied „Fearless“ von The Bravery, in anderen internationalen Fassungen ist es „Shatter“ von Feeder.

## Synchronisation
Die Synchronisation wurde von Film- & Fernseh-Synchron in München nach einem Dialogbuch und unter der Dialogregie von Dietmar Wunder vorgenommen.
| Darsteller           | Sprecher           | Rolle             |
| -------------------- | ------------------ | ----------------- |
|                      | Joachim Höppner    | Erzähler          |
| Schanna Friske       | Alexandra Ludwig   | Alissa            |
| Ilja Lagutenko       | Philipp Brammer    | Andrei            |
| Konstantin Chabenski | Oliver Stritzel    | Anton Gorodetsky  |
| Rimma Markowa        | Doris Gallart      | Darja Schulz      |
| Wladimir Menschow    | Reinhard Glemnitz  | Geser             |
| Alexander Samoilenko | Thomas Albus       | Ilja              |
| Marija Mironowa      | Elisabeth von Koch | Irina             |
| Aleksei Tschadow     | Oliver Mink        | Kostja            |
| Anna Dubrowskaja     | Angela Wiederhut   | Larissa           |
| Anna Sljussarjowa    | Sonja Reichelt     | Lena              |
| Galina Tjunina       | Susanne von Medvey | Olga              |
| Alexei Maklakow      | Dirk Galuba        | Semjon            |
| Marija Poroschina    | Claudia Lössl      | Swetlana          |
| Dmitri Martynow      | Marco Iannotta     | Jegor             |
| Wiktor Werschbizki   | Thomas Rauscher    | Sawulon (Sebulon) |
|                      | Dietmar Wunder     | Anatoli           |
|                      | Reinhard Brock     | Gennadi           |

## Kritik
Die Redaktion von movieman.de urteilt: „Wächter der Nacht bietet einen schier überwältigenden Mix aus packender Mystik, kreativen Einfällen und nie dagewesenen Kamerablickwinkeln. Auch die technische Umsetzung ist so piekfein, dass man feuchte Hände bekommt. Das ist eine der ganz ganz großen Überraschungen der letzten Jahre — und das aus einem Land, aus dem man es nun überhaupt nicht erwartet hätte: Russland.“
Das Urteil des Lexikon des internationalen Films lautet: „Erster Teil einer Trilogie, mit der das russische Kino den Sprung ins internationale Blockbuster-Geschäft schaffte. Als überladener Fantasy-Trash unterscheidet sich der Film zwar von vergleichbarer Hollywood-Hochglanzprodukte, wirkt mit seiner verworrenen Story und der dick aufgetragenen Schmuddeligkeit aber eher enervierend als kultverdächtig.“
Deike Stagge von Filmstarts sah eine „fulminante, abendfüllende Unterhaltung made in Russland, die sich nicht hinter ihren Vorbildern verstecken muss“. Der Film biete ein „grandioses Actionspektakel mit vielen Referenzen zu Genreklassikern wie ‚Matrix‘ oder ‚Der Herr der Ringe‘“ und „die zahlreichen, hervorragend umgesetzten computergenerierten Spezialeffekte stehen qualitativ auf gleicher Höhe mit Hollywood“. Stagge lobt die schauspielerische Leistung von Konstantin Chabenski.

## Auszeichnungen
Bei den russischen Golden Eagle Awards wurden Pavel Doreuli und Andy D’Addario 2004 in der Kategorie Best Sound ausgezeichnet. Für die Oscarverleihung 2005 wurde der Film als russischer Beitrag ausgewählt. Timur Bekmambetow gewann 2005 den Silver Raven beim Brussels International Fantastic Film Festival und wurde im selben Jahr für den Zuschauerpreis des Europäischen Filmpreises nominiert. Bei den Young Artist Awards erhielt Dmitri Martynow 2007 eine Nominierung in der Kategorie Best Performance in an International Feature Film – Leading Young Actor or Actress.

## Fortsetzungen
Mit Wächter des Tages – Dnevnoi Dozor erschien 2006 die Fortsetzung des Films, die die Geschichte, die in Wächter der Nacht – Nochnoi Dozor begonnen wird, inhaltlich abschließt. Die Verfilmung eines dritten Teils ist als US-amerikanisches Projekt in Planung, jedoch gibt es derzeit keine konkreten Angaben zu dem Zeitpunkt der Dreharbeiten sowie eines geplanten Starttermins.